# Mia Sinclair Jenness
Pour les articles homonymes, voir Jenness.
 (octobre 2022).
La mise en forme du texte ne suit pas les recommandations de Wikipédia : il faut le « wikifier ».
Les points d'amélioration suivants sont les cas les plus fréquents :
- Les titres sont pré-formatés par le logiciel. Ils ne sont ni en capitales, ni en gras.
- Le texte ne doit pas être écrit en capitales (les noms de famille non plus), ni en gras, ni en italique, ni en « petit »…
- Le gras n'est utilisé que pour surligner le titre de l'article dans l'introduction, une seule fois.
- L'italique est rarement utilisé : mots en langue étrangère, titres d'œuvres, noms de bateaux, etc.
- Les citations ne sont pas en italique mais en corps de texte normal. Elles sont entourées par des guillemets français : « et ».
- Les listes à puces sont à éviter, des paragraphes rédigés étant largement préférés. Les tableaux sont à réserver à la présentation de données structurées (résultats, etc.).
- Les appels de note de bas de page (petits chiffres en exposant, introduits par l'outil «  Source ») sont à placer entre la fin de phrase et le point final[comme ça].
- Les liens internes (vers d'autres articles de Wikipédia) sont à choisir avec parcimonie. Créez des liens vers des articles approfondissant le sujet. Les termes génériques sans rapport avec le sujet sont à éviter, ainsi que les répétitions de liens vers un même terme.
- Les liens externes sont à placer uniquement dans une section « Liens externes », à la fin de l'article. Ces liens sont à choisir avec parcimonie suivant les règles définies. Si un lien sert de source à l'article, son insertion dans le texte est à faire par les notes de bas de page.
- La présentation des références doit suivre les conventions bibliographiques. Il est recommandé d'utiliser les modèles {{Ouvrage}}, {{Chapitre}}, {{Article}}, {{Lien web}} et/ou {{Bibliographie}}. Le mode d'édition visuel peut mettre en forme automatiquement les références.
- Insérer une infobox (cadre d'informations à droite) n'est pas obligatoire pour parachever la mise en page.

Pour une aide détaillée, merci de consulter Aide:Wikification.
Si vous pensez que ces points ont été résolus, vous pouvez retirer ce bandeau et améliorer la mise en forme d'un autre article.
Mia Sinclair Jenness, née le 12 décembre 2005, est une jeune actrice de théâtre et de télévision américaine.

## Biographie

### Jeunesse et famille
Mia Sinclair Jenness grandit à Millburn dans le New Jersey et est la fille de l'actrice Emily Bauer (en). En 2012, à l'âge de six ans, elle participe à la pièce And a Child Shall Lead, qui parle du camp de concentration de Theresienstadt. Son frère, Brady Jenness, est également acteur.

### Carrière
Elle est l'une des trois filles à interpréter successivement le rôle phare de la comédie musicale Matilda the Musical. Dans la production Mary Page Marlowe (en), elle interprète la version de Mary âgée de 12 ans. En 2018, elle a joué le personnage principal Nancy Clancy dans la série télévisée d'animation Fancy Nancy de Disney Junior. Elle joue également un rôle d'ensemble et de doublure dans la production 2014-2015 de Broadway Les Misérables. Elle interprète Lily Nill dans un épisode spécial de la série télévisée Panic,. Elle joue le rôle de la jeune Powder (alias Jinx) dans la série Netflix Arcane inspirée du jeu vidéo League of Legends.